# Iglesia Wolvendaal

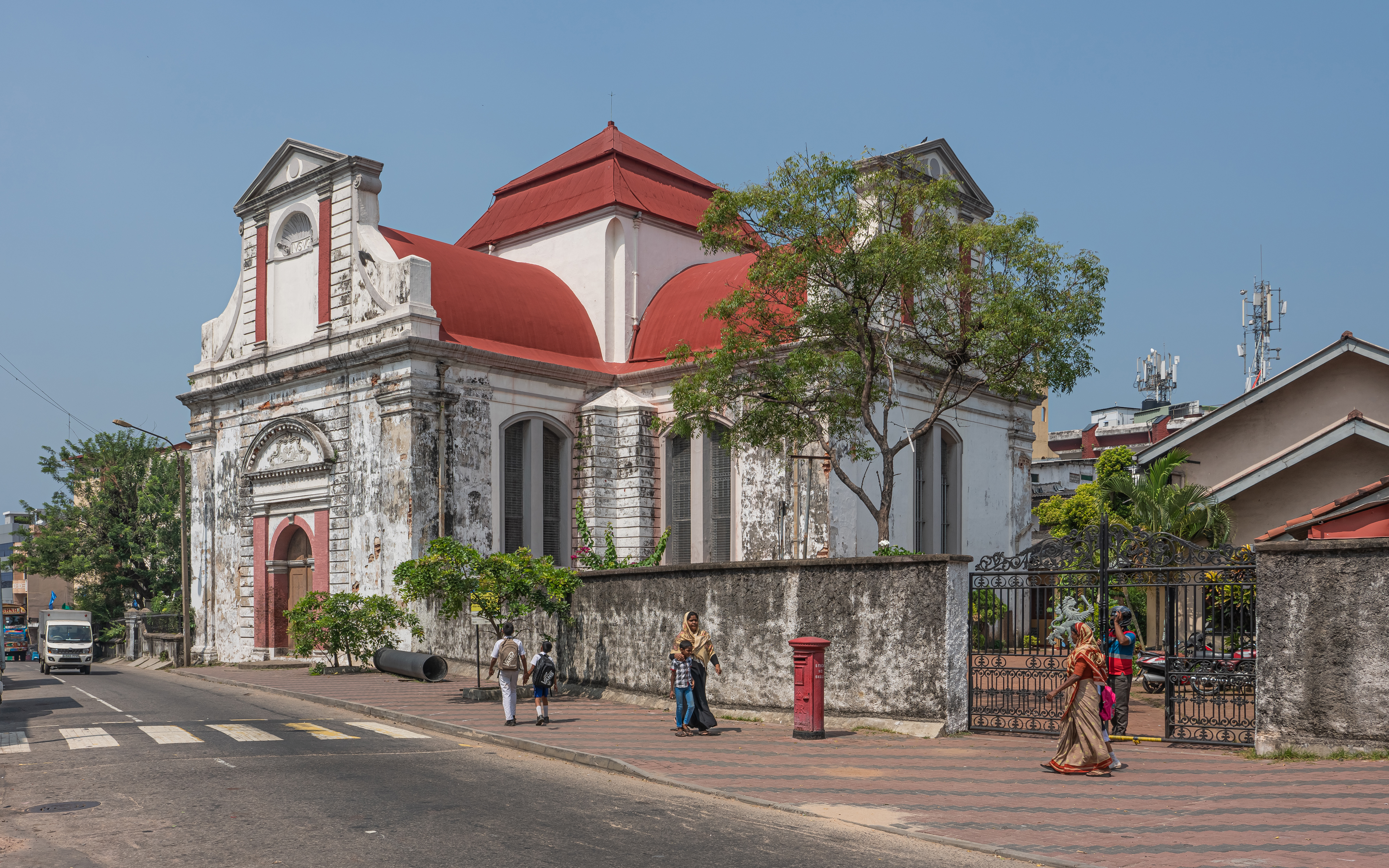
2020

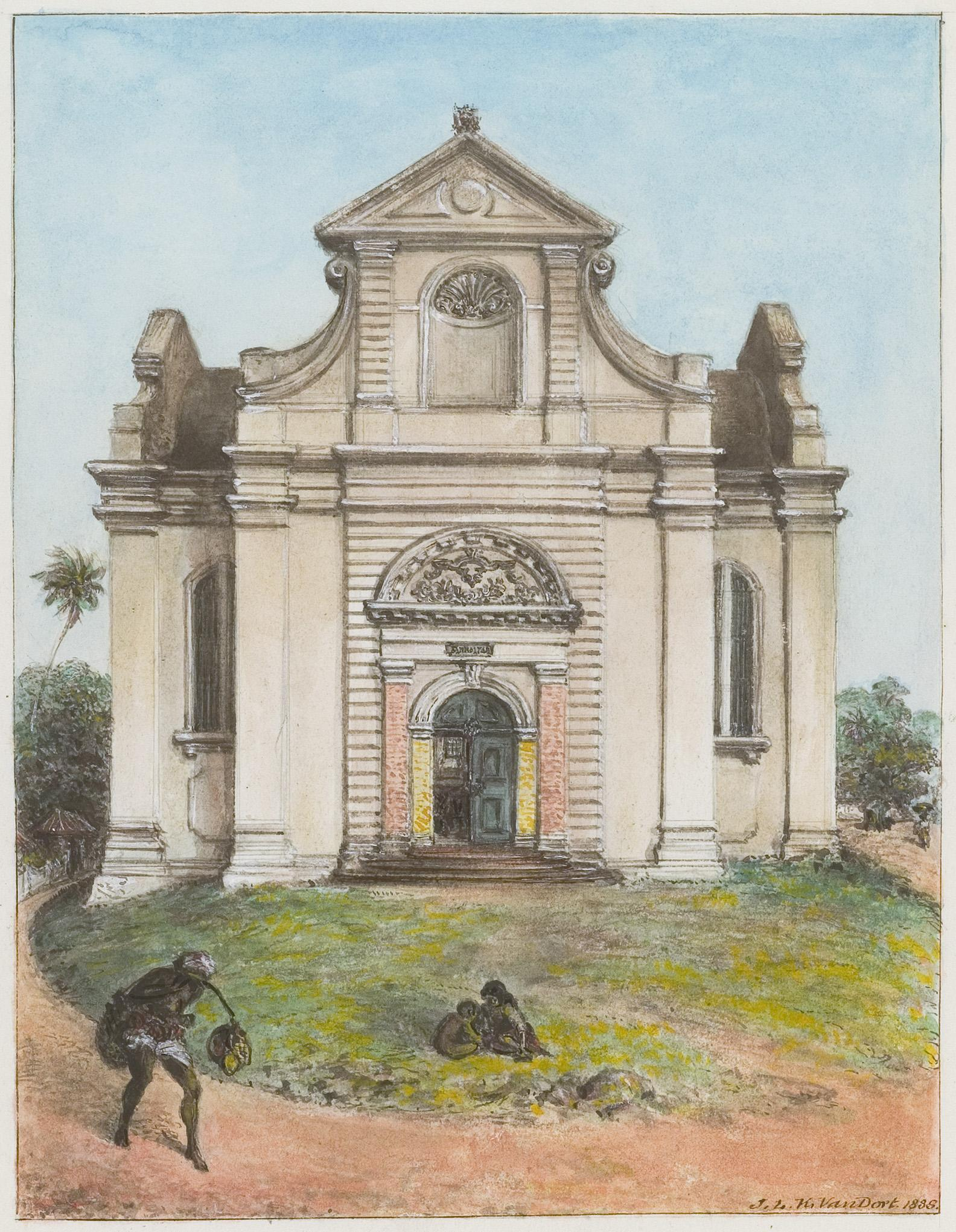
Acuarela de la iglesia Wolvendaal, Colombo, por J. L. K. van Dort, 1888.

La iglesia Wolvendaal (en holandés, Wolvendaalsche Kerk) es una iglesia calvinista situada en Colombo, Sri Lanka, en el barrio de Pettah.
Pertenece actualmente a la Iglesia Cristiana Reformada de Sri Lanka. Es considerado uno de las edificios más significativos erigidos durante la dominación colonial holandesa en Ceilán, siendo además una de las iglesias de confesión protestante más antiguas en uso en el país.
La iglesia fue levantada a instancias del gobernador holandés de Ceilán, Julius Valentijn Stein, tras la aprobación de la Compañía Neerlandesa de las Indias Orientales, entre 1749 y 1757, en una zona extramuros, donde los rugidos de los chacales (confundidos con lobos) eran frecuentes. De ahí procede la denominación del templo, valle (daal), de lobos (wolven). La iglesia tiene planta de cruz griega, y está construida con piedra ferruginosa, cal, yeso y coral. Estilísticamente, muestra los rasgos dóricos preponderantes en la época. Es muy notable el mobiliario interior, realizado con maderas nobles, como el ébano, y también son importantes recuerdos históricos los enterramientos de diversos gobernadores y colonos neerlandeses.